# Edmund von Thermann
Wilhelm Emil Edmund Freiherr von Thermann (* 6. März 1884 in Köln; † 27. Februar 1951 in Bonn) war ein deutscher Diplomat und SS-Brigadeführer.

## Leben
Er stammte aus der 1790 geadelten Familie Thermann und wuchs auf dem 115 Hektar großen Rittergut Gollma bei Landsberg (Saalekreis) in der Provinz Sachsen auf. Seine Eltern waren der Richter Wilhelm Emil Freiherr von Thermann und Vilma, geborene Opterbeck. Der Vater erhielt 1909 in Preußen die Berechtigung zur Führung des Freiherrntitels. Seine Ehefrau war Wilma Reimers, verwitwete Freifrau von Lyncker. Edmund von Thermanns Sohn Wolfgang fiel 1940 im Westfeldzug. Der Sohn Johann Wolfgang starb 1944 als Rittmeister in Polen.
Thermann besuchte das Gymnasium Hammonense und das Friedrich-Wilhelm-Gymnasium (Köln). Nach dem Abitur studierte er an der Ruprecht-Karls-Universität Heidelberg. 1904 wurde er im Corps Saxo-Borussia Heidelberg recipiert. Er trat 1913 in den Auswärtigen Dienst und war an den Botschaften des Deutschen Reichs in Paris, Madrid und Brüssel akkreditiert. Durch die Ostpreußische Operation (1914) geriet er in der Nähe von Königsberg i. Pr. in russische Kriegsgefangenschaft. Als Kriegsgefangener wurde er vom Christlichen Verein Junger Männer und vom Amerikanischen Roten Kreuz betreut.
1919–1921 war er an der Deutschen Botschaft Budapest akkreditiert. 1920 wurde er zum Gesandtschaftsrat befördert. Von November 1921 bis März 1922 war er Geschäftsträger der Regierung Joseph Wirth bei der Regierung von Warren G. Harding. Bei seiner Ankunft in den USA 1922 erklärte er, das deutsche Volk wäre über eine Besatzung durch US-Truppen glücklich.
1923 wurde er zum Legationsrat befördert. 1924 wurde er vortragender Legationsrat. Von 1925 bis November 1932 war er Generalkonsul in Danzig. In jener Zeit bereitete die Deutsche Minderheit in Polen ihm und dem Auswärtigen Amt Schwierigkeiten. Zur Zeit der Reichstagswahl März 1933 unterstützte er die Nationalsozialistische Deutsche Arbeiterpartei bei einem Streit mit der Regierung von Danzig. Thermann und das Auswärtige Amt koordinierten sich schnell unter das Kabinett Hitler. Am 9. April 1933 wurde im Reichstag in der Krolloper das Gesetz zur Wiederherstellung des Berufsbeamtentums verabschiedet.
Thermann war persönlicher Freund des pensionierten nationalistischen Generals Juan Bautista Molina. Im Juli 1933 wurde Thermann auf Vorschlag von Bernhard Wilhelm von Bülow nach Argentinien gesandt, wo er am 3. August 1933 den wegen seiner jüdischen Herkunft abberufenen Heinrich von Kaufmann-Asser ersetzte. Am 1. April 1933 trat Thermann in die NSDAP ein (Mitgliedsnummer 1.508.059) und stellte den Aufnahmeantrag für die Schutzstaffel, in der Heinrich Himmler persönlich ihn am 3. September 1933 zum SS-Sturmführer beförderte, SS-Nummer 100320. Er war damals Rangführer beim Oberabschnitt Nord. Vor seiner Abfahrt nach Argentinien stattete von Thermann dem Leiter der NSDAP/AO, Ernst Wilhelm Bohle einen Besuch ab. Thermann trat am 10. Dezember 1933 in seiner SS-Uniform in Argentinien auf. Ende 1933 brachte der Gesandte erster Klasse Thermann sein Akkreditierungsschreiben in einer Kalesche und mit Zweispitz in die Casa Rosada. Im Dezember 1933 nahm er an der Jul-Sonnwendfeier der NSDAP/AO von Vicente Lopez in einem Vorort von Buenos Aires teil.

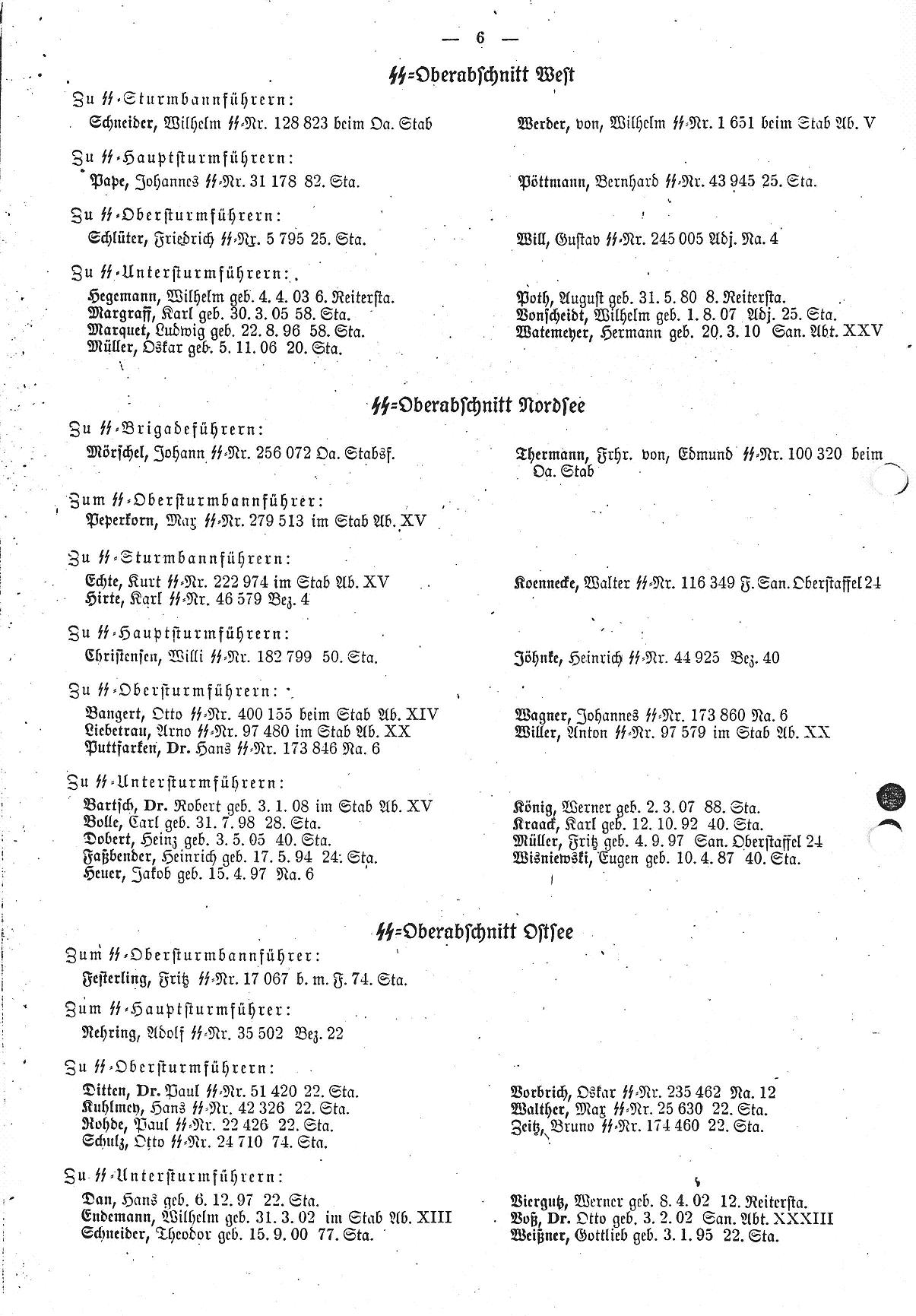
Beförderung zum SS-Brigadeführer an Hitlers Geburtstag 1942 im SS-Verordnungsblatt

Nach den Pogromen am 9. November forderte Thermann am 21. November 1938 von der argentinischen Regierung, die Zuwanderung von jüdischen Flüchtlingen nach Argentinien zu unterbinden, und behauptete, er fürchte um seine persönliche Sicherheit. Er ließ eine Reihe von NSDAP-Vorfeld Organisationen wie die Mitte 1936 gegründete Comisión de Cooperación Intelectual fördern. Von den etwa 200 deutschen Schulen in Argentinien hatten 1938 sieben erklärt, dass sie vom Einfluss der Deutschen Botschaft unabhängig seien.

1936 wurde die Gesandtschaft in Buenos Aires von Adolf Hitler zur Botschaft aufgewertet und Thermanns Tochter Renate lernte Hans Joachim von Hadeln, Heinrich Himmlers Adjutant, kennen und heiratete diesen 1939. Nach dessen Tod 1943 heiratete sie am 16. Mai 1944 Fritz Darges.
Bei der Schutzstaffel wurde er bis zum SS-Brigadeführer befördert.

## Eucharistischer Weltkongress
1937 besuchte Eugenio Pacelli den Eucharistischen Weltkongress in Buenos Aires. Er lud Thermann und dessen Frau ein, sich an sozialen Aufgaben zu beteiligen und über Deutschland Konversation zu treiben. Als Thermann erfuhr, dass Pacelli gerne flog, stellte er ihm für den Rest seines Aufenthaltes in Argentinien ein Flugzeug zur Verfügung. Pacelli und Santiago Luis Copello machten einen Rundflug und wurden regelmäßige Gäste in der Botschaft des Deutschen Reichs.
1938 nahmen Thermann und Spruille Braden an der Chaco Peace Conference teil, welche den Chacokrieg beendete.
Ende März 1941 brachte von Thermann den Propagandafilm Sieg im Westen von Svend Noldan nach Santiago de Chile, wo ihn Botschafter Wilhelm Albrecht von Schoen (Sohn von Wilhelm von Schoen) etwa 300 ausgewählten Gästen zeigte, darunter Dr. Eduard Wilhelm Nöbel (Vater von Wilhelm Nöbel), Botschafter in Lima und Dr. Ernst Wendler, Botschafter in La Paz.
Von der Regierung von Ramón Castillo wurde eingeräumt, dass es sich beim Angriff auf Pearl Harbor um eine Verletzung von US-Territorium durch Japan handelt, aber am 15. Dezember 1941 versicherte Ramón Castillo Thermann bei einer Audienz, dass die Handlungen der italienischen und deutschen Regierungen den amerikanischen Kontinent nicht bedrohen würden.

## Bolívar
Der Marine-Attaché Dietrich Niebuhr betreute unter dem diplomatischen Schutz der Botschaft den Etappendienst mit der Bezeichnung Bolivar. Werner Könnecke oblag die Verwaltung von Bolivar, Wolf Franczok aka Gustav Utzinger, der in Rio de Janeiro bei Telefunken beschäftigt war, arbeitete in der Ferreteria Böker y Cia, einem Bootsausstatter, der von Hans Rudolf Leo Harnisch geleitet wurde. Im August 1941 wurde der Presseattaché Gottfried Sandstede nach Berlin abberufen, ihm war vom Justiziar des argentinischen Außenministeriums der Diplomatenstatus aberkannt worden, da er bei einer argentinischen Reederei beschäftigt wurde.
Das argentinische Parlament beschloss am 19. Juni 1941 die Einrichtung der Comisión Investigadora de Actividades Anti-Argentinas; dieser saß der Abgeordnete Raúl Damonte Taborda vor.
Am 15. September 1941 beschloss das Parlament die Veröffentlichungen der Deutschen Botschaft zu zensieren, da sie ihre diplomatischen Privilegien missbrauchen würde. Später wurde die Satzzahl der diplomatischen Telegramme beschränkt.
Auf Grund der Berichte der parlamentarischen Untersuchungskommission wurde Edmund von Thermann im Dezember 1941 von der argentinischen Regierung zur Persona non grata erklärt. Er musste daraufhin das Land verlassen. Die Leitung der Botschaft übernahm ab Januar 1942  Erich Otto Meynen. Nach seiner Rückkehr 1942 wurde von Thermann vom Auswärtigen Amt zur Waffen-SS beurlaubt und 1943 in den einstweiligen Ruhestand versetzt.

## Aktenlage
Von Thermann wurde ausgiebig vom Office of Strategic Services interviewt. Von Thermann betonte, dass es kein Politikkonzept des Ribbentrop-Ministerium für Argentinien gegeben habe, während das Blue Book on Argentina, das aus Akten aus dem Ribbentrop Ministerium erstellt worden sein soll, eine Verschwörung der Grupo de Oficiales Unidos mit den Achsenmächten postulierte. Die Akten der argentinischen Botschaft in der Tiergartenstraße Berlin ließ Wilhelm Faupel, nach dem Abzug des Personals nach Lissabon, in das Ibero-Amerikanische Institut verbringen und das Botschaftsgebäude wurde bombardiert.